# ماسيبيكا (نيويورك)
ماسيبيكا (بالإنجليزية: Massapequa Park, New York)‏ هي منطقة سكنية تقع في الولايات المتحدة في مقاطعة ناسو، نيويورك. يقدر عدد سكانها بـ 17,008 نسمة حسب احصائية 2017 ومساحتها 5.7 كم2 وترتفع عن سطح البحر 7 متر.

## التركيبة السكانية
حدّد مكتب تعداد الولايات المتحدة بيانات التركيبة السكانية لماسيبيكا في تعداد الولايات المتحدة. في ما يلي، التركيبة السكانية حسب تعدادي 2000 و2010.

### تعداد عام 2000
بلغ عدد سكان ماسيبيكا 17,499 نسمة بحسب تعداد عام 2000، وبلغ عدد الأسر 5,762 أسرة وعدد العائلات 4,932 عائلة مقيمة في القرية. في حين سجلت الكثافة السكانية 3,006.7 نسمة لكل كيلومتر مربع (7,787.3/ميل2). وبلغ عدد الوحدات السكنية 5,809 وحدة بمتوسط كثافة قدره 998.1 لكل كيلومتر مربع (2,585.1/ميل2).
وتوزع التركيب العرقي للقرية بنسبة 97.37% من البيض و0.22% من الأمريكيين الأفارقة و0.02% من الأمريكيين الأصليين و1.41% من الأمريكيين ذوي الأصول الآسيوية و0.02% من سكان جزر المحيط الهادئ و0.39% من الأعراق الأخرى و0.57% من عرقين مختلطين أو أكثر و3% من الهسبانيون أو اللاتينيون من أي عرق.
بلغ عدد الأسر 5,762 أسرة كانت نسبة 39.6% منها لديها أطفال تحت سن الثامنة عشر تعيش معهم، وبلغت نسبة الأزواج القاطنين مع بعضهم البعض 74.1% من أصل المجموع الكلي للأسر، ونسبة 8.7% من الأسر كان لديها معيلات من الإناث دون وجود شريك، بينما كانت نسبة 2.8% من الأسر لديها معيلون من الذكور دون وجود شريكة وكانت نسبة 14.4% من غير العائلات. تألفت نسبة 12.7% من أصل جميع الأسر من عدة أفراد يعيشون في نفس المنزل ونسبة 8.1% كانت تتألف من شخص يعيش بمفرده يبلغ من العمر 65 عاماً أو أكثر. وبلغ متوسط حجم الأسرة المعيشية 3.03، أما متوسط حجم العائلات فبلغ 3.32.
بلغ العمر الوسطي للسكان 39.2 عاماً. وكانت نسبة 25.3% من القاطنين تحت سن الثامنة عشر، وكانت نسبة 5.9% بين الثامنة عشر والرابعة والعشرين عاماً، ونسبة 28.2% كانت واقعةً في الفئة العمرية ما بين الخامسة والعشرين والرابعة والأربعين عاماً، ونسبة 24.5% كانت ما بين الخامسة والأربعين والرابعة والستين، ونسبة 16% كانت ضمن فئة الخامسة والستين عاماً فما فوق. يوجد لكل 100 أنثى 94.8 ذكر، ويوجد لكل 100 أنثى في الثامنة عشر من عمرها فما فوق 90.8 ذكر.
بلغ متوسط دخل الأسرة في القرية 79,403 دولارًا، أما متوسط دخل العائلة فبلغ 86,177 دولارًا. وكان متوسط دخل الذكور 60,083 دولارًا مقابل 36,982 دولارًا للإناث. وسجل دخل الفرد الخاص بالقرية 29,781 دولارًا. وكانت نسبة 1% من العائلات ونسبة 1.4% من السكان تحت خط الفقر، وكان من هؤلاء نسبة 1.3% تحت سن الثامنة عشر ونسبة 2.5% في الخامسة والستين من العمر وما فوق.

### تعداد عام 2010
بلغ عدد سكان ماسيبيكا 17,008 نسمة بحسب تعداد عام 2010، وبلغ عدد الأسر 5,731 أسرة وعدد العائلات 4,736 عائلة مقيمة في القرية. في حين سجلت الكثافة السكانية 2,922.3 نسمة لكل كيلومتر مربع (7,568.7/ميل2). وبلغ عدد الوحدات السكنية 5,844 وحدة بمتوسط كثافة قدره 1,004.1 لكل كيلومتر مربع (2,600.6/ميل2).
وتوزع التركيب العرقي للقرية بنسبة 96.92% من البيض و0.33% من الأمريكيين الأفارقة و0.04% من الأمريكيين الأصليين و1.51% من الأمريكيين ذوي الأصول الآسيوية و0.01% من سكان جزر المحيط الهادئ و0.52% من الأعراق الأخرى و0.68% من عرقين مختلطين أو أكثر و4.45% من الهسبانيون أو اللاتينيون من أي عرق.
بلغ عدد الأسر 5,731 أسرة كانت نسبة 38.6% منها لديها أطفال تحت سن الثامنة عشر تعيش معهم، وبلغت نسبة الأزواج القاطنين مع بعضهم البعض 70.7% من أصل المجموع الكلي للأسر، ونسبة 9.2% من الأسر كان لديها معيلات من الإناث دون وجود شريك، بينما كانت نسبة 2.7% من الأسر لديها معيلون من الذكور دون وجود شريكة وكانت نسبة 17.4% من غير العائلات. تألفت نسبة 14.9% من أصل جميع الأسر من عدة أفراد يعيشون في نفس المنزل ونسبة 9.2% كانت تتألف من شخص يعيش بمفرده يبلغ من العمر 65 عاماً أو أكثر. وبلغ متوسط حجم الأسرة المعيشية 2.97، أما متوسط حجم العائلات فبلغ 3.31.
بلغ العمر الوسطي للسكان 42.5 عاماً. وكانت نسبة 24.6% من القاطنين تحت سن الثامنة عشر، وكانت نسبة 6.6% بين الثامنة عشر والرابعة والعشرين عاماً، ونسبة 23.2% كانت واقعةً في الفئة العمرية ما بين الخامسة والعشرين والرابعة والأربعين عاماً، ونسبة 29.5% كانت ما بين الخامسة والأربعين والرابعة والستين، ونسبة 16.1% كانت ضمن فئة الخامسة والستين عاماً فما فوق. وتوزع التركيب الجنسي للسكان بنسبة 48.5% ذكور و51.5% إناث.

## أعلام
- كريستي ويلزي
- ألين لوي